# Pumpstock
Pumpstock är en del av en pumpanordning. Den var vanlig förr i tiden, men används sällan nuförtiden. En pumpstock är gjord av ett träd som borras ur och används för att kunna pumpa upp vatten ur en brunn. I botten på pumpstocken görs det hål på sidorna för att vattnet ska kunna komma in i pumpstockens urborrade del.
Tillverkning sker genom att börja med att håla ur ett träd. Pumpanordningen består förutom av pumpstocken även av pumpstång och lillstång.